# Les Soviets plus l'électricité
Pour plus de détails, voir Fiche technique et Distribution.
Les Soviets plus l'électricité est un film français réalisé par Nicolas Rey et sorti en 2002.
Le titre emprunte une citation de Lénine pour vanter le plan GOELRO.
Il a été tourné en super 8 mm — avec de la pellicule datant de l'époque soviétique — et gonflé en 16 mm pour sa distribution.

## Synopsis
La traversée de la Russie, au cours de l'été 1999, jusqu'à la ville de Magadan, dans l'Extrême-Orient russe.

## Fiche technique
- Titre : Les Soviets plus l'électricité
- Réalisation :	Nicolas Rey
- Scénario, photographie, son et montage : Nicolas Rey
- Production : L'Abominable
- Distribution : Light Cone
- Pays :  France
- Durée : 175 minutes
- Date de sortie : Allemagne - 7 février 2002[3]

## Sélection
- Festival du film de Belfort - Entrevues 2015 (rétrospective « Premières épreuves : matière et mémoire »)[4]